# Nectandra herrerae
Nectandra herrerae är en lagerväxtart som beskrevs av Otto Christian Schmidt. Nectandra herrerae ingår i släktet Nectandra och familjen lagerväxter. Inga underarter finns listade i Catalogue of Life.